# جورج كونينغهام
جورج كونينغهام (بالإنجليزية: George Cunningham)‏ هو سياسي بريطاني، ولد في 10 يونيو 1931، وتوفي في 27 يوليو 2018. حزبياً، نشط في حزب العمال.

## مناصب
- في الانتخابات العامة في المملكة المتحدة 1970، انتخب عضو البرلمان الخامس والأربعون للمملكة المتحدة عن دائرة Islington South West (UK Parliament constituency) [الإنجليزية]‏ (18 يونيو 1970 – 8 فبراير 1974).
- في الانتخابات العامة في المملكة المتحدة فبراير 1974 [الإنجليزية]‏، انتخب عضو البرلمان السادس والأربعون للمملكة المتحدة عن دائرة إزلينغتون الجنوبية وفينزبوري خلال فترته النيابية ‏ (28 فبراير 1974 – 20 سبتمبر 1974).
- في الانتخابات العامة في المملكة المتحدة أكتوبر 1974 [الإنجليزية]‏، انتخب عضو البرلمان السابع والأربعون للمملكة المتحدة عن دائرة إزلينغتون الجنوبية وفينزبوري خلال فترته النيابية ‏ (10 أكتوبر 1974 – 7 أبريل 1979).
- انتخب عضو البرلمان الثامن والأربعون للمملكة المتحدة عن دائرة إزلينغتون الجنوبية وفينزبوري وقد انضم خلال فترته النيابية ‏ (16 يونيو 1982 – 13 مايو 1983) للكتلة البرلمانية الحزب الديمقراطي الاجتماعي (المملكة المتحدة).
- انتخب عضو البرلمان الثامن والأربعون للمملكة المتحدة عن دائرة إزلينغتون الجنوبية وفينزبوري وقد انضم خلال فترته النيابية ‏ (30 نوفمبر 1981 – 16 يونيو 1982) للكتلة البرلمانية مستقل.
- في الانتخابات العامة للمملكة المتحدة 1979 [الإنجليزية]‏، انتخب عضو البرلمان الثامن والأربعون للمملكة المتحدة عن دائرة إزلينغتون الجنوبية وفينزبوري وقد انضم خلال فترته النيابية ‏ (3 مايو 1979 – 30 نوفمبر 1981) للكتلة البرلمانية حزب العمال.
- انتخب عضو في البرلمان الأوروبي.